# کنیک
کنیک (به چکی: Knyk) یک منطقهٔ مسکونی در جمهوری چک است که در ناحیه هاولیتشکوف برود واقع شده‌است. کنیک ۶٫۵ کیلومتر مربع مساحت و ۳۶۰ نفر جمعیت دارد و ۵۰۰ متر بالاتر از سطح دریا واقع شده‌است.